# Genoa Cricket and Football Club 1906-1907
Questa voce raccoglie le informazioni riguardanti il Genoa Cricket and Football Club nelle competizioni ufficiali della stagione 1906-1907.

## Stagione
La rosa venne stravolta, poiché molti giocatori si ritirarono, tra cui Spensley, Bugnion e i fratelli Pasteur, sostituiti in massima parte da ragazzi delle giovanili. Spensley assunse la carica di allenatore del club mentre Pio Leporati ed Emilio Storace formarono la commissione tecnica.
Per la prima volta il Genoa non superò il girone eliminatorio ligure, sconfitto dall'Andrea Doria.

## Divise
La maglia per le partite casalinghe presentava i colori attuali (anche se la dicitura ufficiale era rosso granato e blu) ma a differenza di oggi il blu era posizionato a destra e la maglia era una camicia.
La seconda maglia era la classica maglia bianca con le due strisce orizzontali rosso-blu sormontate dallo stemma cittadino.

## Organigramma societario
Area direttiva
- Presidente: Edoardo Pasteur

Area tecnica
- Allenatore: James Spensley
- Commissione tecnica: Pio Leporati ed Emilio Storace

## Rosa
| N. |                   | Ruolo | Calciatore          |
| -- | ----------------- | ----- | ------------------- |
|    | Italia (bandiera) | P     | Alessandro Brunoldi |
|    | Italia (bandiera) | P     | Paolo Langeri       |
|    | Italia (bandiera) | D     | Giuseppe Castruccio |
|    | Italia (bandiera) | D     | Aleyandro Cevasco   |
|    | Italia (bandiera) | D     | Pio Leporati        |
|    | Italia (bandiera) | C     | Attilio Chiarella   |
|    | Italia (bandiera) | C     | Luigi Ferraris      |
|    | Italia (bandiera) | C     | Gino Gibelli        |

| N. |                     | Ruolo | Calciatore             |
| -- | ------------------- | ----- | ---------------------- |
|    | Italia (bandiera)   | C     | Vieri Arnaldo Goetzlof |
|    | Svizzera (bandiera) | C     | Eugen Herzog           |
|    | Svizzera (bandiera) | C     | Hugo Schmidli          |
|    | Belgio (bandiera)   | A     | De Bruyn               |
|    | Italia (bandiera)   | A     | Giacomo Marassi        |
|    | Italia (bandiera)   | A     | Arnaldo Marengo        |
|    | Italia (bandiera)   | A     | Marco Saviane          |

## Calciomercato
| Acquisti | Acquisti            | Acquisti        | Acquisti   |
| R.       | Nome                | da              | Modalità   |
| -------- | ------------------- | --------------- | ---------- |
| P        | Alessandro Brunoldi | Andrea Doria II | definitivo |
| D        | Giuseppe Castruccio | Genoa II        | definitivo |
| D        | Aleyandro Cevasco   | Genoa II        | definitivo |
| C        | Luigi Ferraris      | Genoa II        | definitivo |

| Cessioni | Cessioni                  | Cessioni | Cessioni      |
| R.       | Nome                      | a        | Modalità      |
| -------- | ------------------------- | -------- | ------------- |
| P        | James Spensley            |          | fine carriera |
| D        | Étienne Bugnion           |          | fine carriera |
| D        | Alfred Cartier            |          | fine carriera |
| D        | Ernesto De Galleani       |          | fine carriera |
| D        | Kurt Lies                 |          | fine carriera |
| D        | Paolo Rossi               |          | fine carriera |
| D        | Emilio Storace            |          | fine carriera |
| C        | Valentin Gromadzki        |          | fine carriera |
| C        | Luigi Pollak              |          | fine carriera |
| A        | José de Rodrigues Martins |          | fine carriera |
| A        | Enrico Pasteur            |          | fine carriera |

## Risultati

### Prima Categoria[1]

#### Eliminatorie ligure
| Arbitro: | Recalcati (Milano) |

|            |           |             |
| Marassi 5’ | Marcatori | 70’ Ansaldo |

| Arbitro: | Camperio (Milano) |

|                                   |           |             |
| Calì 10’ Giordano 80’ Ansaldo 90’ | Marcatori | 40’ Marengo |

### Coppa Lombardia

#### Semifinale
| Casteggio 21 ottobre 1906 Semifinale  | US Milanese | 2 – 1 | Genoa |  |
| \| \| \| \| \| ? \| Marcatori \| ? \| |             |       |       |  |
|                                       |             |       |       |  |
| ?                                     | Marcatori   | ?     |       |  |

## Statistiche

### Statistiche di squadra
| Competizione    | Punti | In casa | In casa | In casa | In casa | In casa | In casa | In trasferta | In trasferta | In trasferta | In trasferta | In trasferta | In trasferta | Totale | Totale | Totale | Totale | Totale | Totale | DR |
| Competizione    | Punti | G       | V       | N       | P       | Gf      | Gs      | G            | V            | N            | P            | Gf           | Gs           | G      | V      | N      | P      | Gf     | Gs     | DR |
| --------------- | ----- | ------- | ------- | ------- | ------- | ------- | ------- | ------------ | ------------ | ------------ | ------------ | ------------ | ------------ | ------ | ------ | ------ | ------ | ------ | ------ | -- |
| Prima Categoria | 1     | 1       | 0       | 1       | 0       | 1       | 1       | 1            | 0            | 0            | 1            | 1            | 3            | 2      | 0      | 1      | 1      | 2      | 4      | -2 |
| Coppa Lombardia | -     | 0       | 0       | 0       | 0       | 0       | 0       | 1            | 0            | 0            | 1            | 1            | 2            | 1      | 0      | 0      | 1      | 1      | 2      | -1 |
| Totale          | 1     | 1       | 0       | 1       | 0       | 1       | 1       | 2            | 0            | 0            | 2            | 2            | 5            | 3      | 0      | 1      | 2      | 3      | 6      | -3 |

### Statistiche dei giocatori
| Giocatore      | Prima Categoria | Prima Categoria |
| Giocatore      | Presenze        | Reti            |
| -------------- | --------------- | --------------- |
| A. Brunoldi    | 0               | 0               |
| G. Castruccio  | 1               | 0               |
| A. Cevasco     | 1               | 0               |
| A. Chiarella   | 2               | 0               |
| De Bruyn       | 2               | 0               |
| L. Ferraris    | 2               | 0               |
| G. Gibelli     | 0               | 0               |
| V. A. Goetzlof | 2               | 0               |
| E. Herzog      | 0               | 0               |
| P. Langeri     | 2               | -4              |
| P. Leporati    | 2               | 0               |
| G. Marassi     | 2               | 1               |
| A. Marengo     | 1               | 1               |
| M. Saviane     | 1               | 0               |
| H. Schmidli    | 2               | 0               |